# Redditch
Redditch est une commune anglaise dans la région Midlands de l'Ouest.

## Géographie
Redditch se trouve dans le Worcestershire, juste au sud de la zone urbaine des West Midlands et à une quinzaine de kilomètres au sud de Birmingham.
Le village se trouve à 24 km au nord d'Evesham sur l'A435 qui le contourne à l’est. Les principales voies d’accès sont l'A441 via la sortie 2 de l'autoroute M42, l'A435 par la sortie 3 de la M42 et l'A448 par les jonctions 4 et 5 de l'autoroute M5.
La voie romaine, connue sous le nom de Icknield Street, est très visible et s'étend du nord au sud, elle traverse le côté est de la ville.
La ville est aussi accessible depuis la Cross-City Line, menant jusqu'à Birmingham, depuis la gare Redditch.

## Histoire
La première mention de Redditch ( Red-Ditch , supposé être une référence à l'argile rouge de la rivière  Arrow) se situe en 1348, année du début de l'épidémie de peste noire.
Au cours du Moyen Âge, la ville est devenue un centre de production d'aiguilles à coudre. Par la suite, se sont implantées des industries importantes : hameçons, articles de pêche, motos et ressorts.
Redditch a été désignée ville nouvelle le 10 avril 1964. La population a alors augmenté de façon spectaculaire passant de 32 000 à environ 77 000 habitants. Des lotissements tels que les districts de Redditch : Church Hill, Matchborough, Winyates, Lodge Park et Woodrow ont été créés pour permettre une extension de  Birmingham, en pleine expansion industrielle.
Redditch a été construite comme une ville-phare, selon des méthodes modernes et un nouvel urbanisme : toutes les routes principales (principalement de nouvelles routes à deux voies ainsi qu'une rocade pour le centre-ville) ont été conçues afin de réduire le bruit dans les nouveaux lotissements.

### Le passé industriel

#### Les motos Enfield
Redditch est à l'origine de la moto Royal Enfield. L'usine principale de la société d'origine a pursuivi son activité jusque dans les années 1960, le dernier modèle étant l'Interceptor. L'usine de Redditch a été fermée en 1967 et la production a été transférée à l'usine de Bradford-on-Avon qui a fermé ses portes en 1970, mettant fin à la fabrication anglaise d'Enfield.
Au milieu des années 1950, la société a établi un partenairiat avec Madras Motors, à Madras en Inde et a fabriqué le modèle Bullet 350. L’usine indienne a toujours beaucoup de succès, avec de nouveaux modèles indiens et a propulsé Royal Enfield dans son troisième siècle de fabrication. Certains des bâtiments de l’usine d’origine  subsistent à Redditch, la plupart sont en état d'abandon et peuvent être vus depuis Hewell Road. D'autres bâtiments ont été repris et font partie de l’ancienne  zone industrielle d’Enfield, proche du centre-ville, sur Hewell Road.

#### Les autres industries
Au XXIe siècle, la fabrication d’aiguilles et les autres industries traditionnelles ont été remplacées par de l’industrie légère moderne et les services, Redditch devenant ville-dortoir de Birmingham.
Le détaillant automobile Halfords et le géant de l'ingénierie GKN ont tous deux leur siège social à Redditch. Fabricant de contacts en métaux précieux, Samuel Taylor Ltd possède des usines dans la ville.
À la suite du réaménagement du centre commercial Kingfisher en 2002, Redditch connaît une renaissance économique et culturelle.

### Sites historiques
La ville abrite plusieurs sites historiques. 
Le Musée national de l'aiguille de Forge Mill et les ruines de l'Abbaye de Bordesley sont situés dans le quartier de l'Abbey Ward.
Les restes d'un établissement médiéval entouré de douves appelé Moons Moat sont dans le secteur de Church Hill.

## Politique

### Administration
La circonscription parlementaire de Redditch est représentée par Rachel Maclean du parti des Conservateurs, élue à l'élection générale de 2017.
Redditch est le siège d'un conseil d'arrondissement avec des conseillers élus parmi les paroisses civiles du secteur. La ville gère les services des administrations locales de niveau inférieur, Worcestershire County Council gérant les services supérieurs.

## Vie culturelle et sportive

### Culture populaire
- Le roman de Malcolm Bradbury  The History Man , porté à l'écran par la BBC en 1981, contient une référence à Redditch lorsque Flora Beniform, sociologue, révèle au héros Howard Kirk qu’elle étudie une épidémie de troilisme à Redditch.
- Dans la chanson de John Cooper Clarke, Burnley, Redditch est supposé mentionné mais Reddish (un district du Grand Manchester) est l'interprétation la plus probable.
- De Rik Mayall, Kevin Turvey - The Man Behind The Green Door, a été tourné à Redditch.
- Le film de 2012,  Sightseers , est partiellement tourné dans Redditch[2].
- Redditch est présenté dans un en-tête de section dans An Utterly Impartial History of Britain de John O'Farrell[3].
- Le comédien de télévision Jasper Carrott de Birmingham fait vivre à Redditch des anecdotes, par exemple sur la difficulté d’échapper à la rocade de Redditch[4].
- Le Palace Theatre est un établissement renommé, il est classé.

### Sports
Redditch doit aussi sa renommée à ses équipes sportives:
- Redditch United F.C. pratique le football en Southern Football League Première Division
- NEW Ravens pour le rugby en Rugby league, Midlands Rugby League Premier Division
- Redditch RFC, Rugby Union en Midlands 4 West (South)
- Redditch CC, Cricket au sein de la Worcestershire County Cricket League
- Redditch Arrows American football Team
- Longmeadow Redditch Badminton Club pour le badminton, 8 équipes engagées dans les Worcestershire and Solihull Leagues.
- Redditch Roller Sports Club, roller en compétition et récréatif[5]
- Bromsgrove and Redditch Athletic Club[6]
- Redditch Rockets Skater Hockey Club, hockey sur rollers
- Redditch Swimming Club, natation[7]
- The Redditch Road and Path Cycling Club, cyclisme[8].

## Personnages notables
- John Bonham (1948 - 1980) batteur des Led Zeppelin y est né.
- Harry Styles (1994), célèbre membre du groupe des One Direction y est né.
- Charles Dance (1946), acteur ayant joué dans Game of Thrones y est né.

## Jumelages
- Auxerre (France)
- Mtwara (Tanzanie)

### Liens amicaux
Redditch a aussi établi des liens amicaux avec :
- Saint Elizabeth, Jamaïque, Antilles
- Gruchet-le-Valasse, France
- Gujar Khan,  Pakistan